# Johann Adam Hoffmann
Johann Adam Hoffmann (* 7. Mai 1707 in Schönfeld, Fürstentum Schwarzburg; † 7. Januar 1781 in Herborn) war ein deutscher Mediziner und Botaniker.

## Leben
Johann Adam Hoffmann war der Sohn eines in Schönfeld im Schwarzburgischen tätigen Apothekers, dem er den ersten Unterricht verdankte. Seine spätere Bildung erwarb er im Seminar von Erlangen und der Lateinschule in Heidelberg. In der letztgenannten Stadt begann er auch seine akademische Laufbahn. Aus Neigung zur Naturgeschichte widmete er sich der Medizin, verband jedoch mit diesem Studium Philosophie und Geschichte. Durch seine unter Wilhelm Bernhard Nebels Vorsitz verteidigte Inauguraldissertation De corticis peruviani modo operandi erwarb er sich 1740 die medizinische Doktorwürde. Der ebengenannte Gelehrte erweiterte und berichtigte seine Kenntnisse vor allem dadurch, dass er ihm seine treffliche Bibliothek zur Verfügung stellte. Nebel weckte auch sein großes Interesse an der Botanik.
Aus Heidelberg begab sich Hoffmann nach Würzburg, wo er sich besonders mit anatomischen Studien beschäftigte. In Heidelberg, wohin er wieder zurückkehrte, zeigte er sich als geschickter praktischer Arzt durch mehrere geglückte Kuren. 1743 folgte er einem Ruf des Markgrafen Friedrich von Brandenburg nach Erlangen. Er wurde an der dortigen Universität fünfter ordentlicher Professor der Medizin, ging aber bereits 1747 in gleicher Eigenschaft und als Landphysikus nach Herborn und eröffnete seine dortige Stelle mit der Antrittsrede De usu et virtute aquae simplicis. Gelegenheit, seine Welt- und Menschenkenntnis zu erweitern, bot sich ihm 1748 auf einer Reise nach Holland, die auch durch die angeknüpfte Bekanntschaft mit Gaub, Schultens und anderen Gelehrten seinen Bildungsgrad erhöhte. Er studierte in den Niederlanden Chirurgie, Augenheilkunde sowie Geburtshilfe, besuchte die Botanischen Gärten in Leiden und Amsterdam und nahm Samen von ausländischen Gewächsen mit, die er später in den durch ihn neu angelegten Botanischen Garten in Herborn verpflanzte. Während seiner über 30-jährigen Lehrtätigkeit an der Hohen Schule in Herborn hielt er u. a. Vorlesungen über allgemeine und spezielle Pathologie, Physiologie, Botanik, forensische Medizin und Geburtshilfe. Mit seinen Studenten führte er botanische Exkursionen durch. Als er am 7. Januar 1781 im Alter von 73 Jahren in Herborn starb, hinterließ er ein reiches Naturalienkabinett. Als praktischer Arzt fand er wenig Muße zu schriftstellerischen Arbeiten, doch verfasste er die Abhandlung De salubritate aquae fontanae (Herborn 1752).